# Dicranella sericea
Dicranella sericea är en bladmossart som beskrevs av Edwin Bunting Bartram 1964 [1965. Dicranella sericea ingår i släktet jordmossor, och familjen Dicranaceae. Inga underarter finns listade i Catalogue of Life.